# Ротондела
Ротондѐла (на италиански: Rotondella, на местен диалект a Rëtùnnë, а Рътунъ) е малко градче и община в Южна Италия, провинция Матера, регион Базиликата. Разположено е на 575 m надморска височина. Населението на общината е 2659 души (към 2012 г.).